# Altstadt von Vicenza und Villen Palladios in Venetien
Die Altstadt von Vicenza und Villen Palladios in Venetien sind seit 1994 auf der Liste des Weltkulturerbe der UNESCO. Damit sind 23 Gebäude des Renaissancearchitekten Andrea Palladio in der Altstadt von Vicenza und 24 Villen in Venetien, die meisten in der Umgebung von Vicenza, geschützt.
Das im 2. Jahrhundert v. Chr. in Norditalien gegründete Vicenza wuchs unter der Herrschaft der Republik Venedig im 15. bis 18. Jahrhundert. Das Werk Andrea Palladios (1508–80) ausgehend von der Architektur des antiken Roms prägte das einzigartige Erscheinungsbild Vicenzas. Sein in Venetien verbreiteter Architekturstil hatte entscheidenden Einfluss auf die Entwicklung der Architektur und breitete sich in England, anderen europäischen Ländern und Nordamerika aus.
1994 waren ursprünglich unter der Bezeichnung Vicenza, die Stadt Palladios nur Gebäude in der unmittelbaren Umgebung von Vicenza unter Schutz gestellt. Da viele Villen Palladios außerhalb von Vicenza liegen, wurde der Kreis des Welterbes 1996 erweitert.

## Liste der Bauwerke
| #       | Name | Ort                       | Provinz | Koordinaten |
| ------- | --- | ------------------------- | ------- | ----------- |
| 712-001 | Altstadt von Vicenza einschließlich 23 Gebäude von Palladio: Palazzo Barbaran da Porto Palazzo Pojana Palazzo Civena | Vicenza                   | Vicenza | Lage        |
| 712-002 | Villa Trissino | Cricoli, Vicenza          | Vicenza | Lage        |
| 712-003 | Villa Gazzotti | Bertesina, Vicenza        | Vicenza | Lage        |
| 712-004 | Villa Almerico Capra, «La Rotonda»                                                                                   | Vicenza                   | Vicenza | Lage        |
| 712-005 | Villa Angarano | Bassano del Grappa        | Vicenza | Lage        |
| 712-006 | Villa Caldogno | Caldogno                  | Vicenza | Lage        |
| 712-007 | Villa Chiericati | Grumolo delle Abbadesse   | Vicenza | Lage        |
| 712-008 | Villa Forni Cerato                                                                                                   | Montecchio Precalcino     | Vicenza | Lage        |
| 712-009 | Villa Godi | Lonedo di Lugo di Vicenza | Vicenza | Lage        |
| 712-010 | Villa Pisani (Bagnolo di Lonigo)                                                                                     | Bagnolo di Lonigo         | Vicenza | Lage        |
| 712-011 | Villa Poiana | Poiana Maggiore           | Vicenza | Lage        |
| 712-012 | Villa Saraceno | Agugliaro                 | Vicenza | Lage        |
| 712-013 | Villa Thiene | Quinto Vicentino          | Vicenza | Lage        |
| 712-014 | Villa Trissino | Sarego                    | Vicenza | Lage        |
| 712-015 | Villa Valmarana | Bolzano Vicentino         | Vicenza | Lage        |
| 712-016 | Villa Valmarana | Monticello Conte Otto     | Vicenza |             |
| 712-017 | Villa Badoer, «La Badoera»                                                                                           | Fratta Polesine           | Rovigo  |             |
| 712-018 | Villa Barbaro | Maser                     | Treviso | Lage        |
| 712-019 | Villa Emo | Vedelago                  | Treviso |             |
| 712-020 | Villa Zeno | Cessalto                  | Treviso |             |
| 712-021 | Villa Foscari, «La Malcontenta»                                                                                      | Mira                      | Venedig | Lage        |
| 712-022 | Villa Pisani | Montagnana                | Padua   | Lage        |
| 712-023 | Villa Cornaro | Piombino Dese             | Padua   |             |
| 712-024 | Villa Serego | San Pietro in Cariano     | Verona  |             |
| 712-025 | Villa Piovene | Lugo di Vicenza           | Vicenza | Lage        |